# 豊明駅
豊明駅（とよあけえき）は、愛知県豊明市阿野町明定にある名古屋鉄道（名鉄）名古屋本線の駅である。駅番号はNH22。

## 概要
準急停車駅であるが、上下とも おおむね毎時2本ずつ急行が特別停車する。また、豊明検車支区があることから、当駅始発、終着の列車も多数設定されている。
駅名に市名を冠しており列車の行先にもよく見られるため豊明市の玄関駅と思われがちだが、その機能は西隣の前後駅にある。市の中心部にある市役所などへは距離的には近いものの、市役所方面への名鉄バスは前後駅から発着している。
2003年3月に前後駅が2面4線化されるまでは、新安城駅 - 鳴海駅間で当駅が唯一上下線とも待避可能な駅であったため、多くの普通列車が当駅で急行、特急の待避を行っていた。前後駅の待避線完成後は普通は前後駅での待避が基本となり、当駅で待避する列車の停車時間も短縮された。また、毎時2本の急行が特別停車し、当駅で特急を待避するようになった。それ以降、ダイヤ改正ごとに、特別停車する急行の系統や上下線での停車本数が異なるなどの変化がみられる。

## 歴史

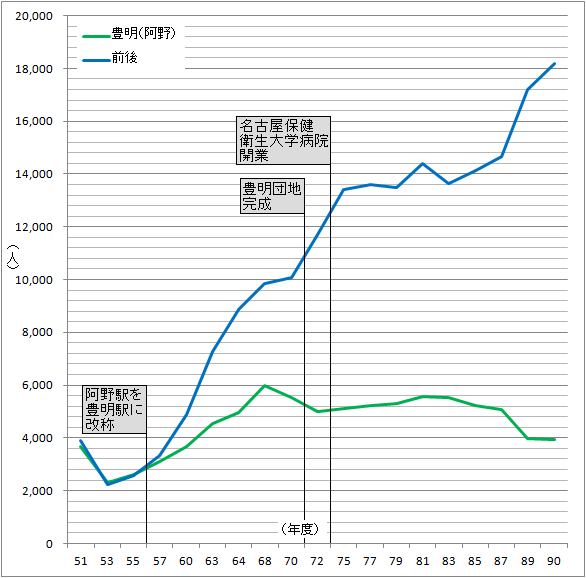
豊明駅（緑）と前後駅（青）の1日平均乗降人員の推移。阿野駅が豊明駅に改称された当時はほとんど差はなかった。

愛知電気鉄道が岡崎線として有松裏から新知立までの路線を延伸する際、貫通する豊明村（当時）内に設ける駅数は1駅のみとする予定だったが、地元では現在の豊明駅付近に東阿野停車場を設置するよう誘致運動を展開しており、結果、新知立までの開業と同時に阿野駅、前後駅の2駅が設置されている。また、隣の今川駅（現富士松駅）では富士松村有力者の反対で今川駅に設置する予定だった引込線等の設備を阿野駅に押し付けたという話が伝えられている。
1956年（昭和31年）9月には阿野駅を豊明駅に改称した。これは地元民が村名を冠する駅が無い事を憂いて阿野駅を豊明駅に改称する署名運動を展開したためで、村役場および名鉄はこの要望にこたえて駅名変更に踏み切った。現在こそ豊明駅の利用者数は前後駅に大きく水をあけられているが、当時はほぼ拮抗しており、また貨物は阿野駅でのみ取り扱われていた。

### 年表
- 年月日不詳 - 村民が愛知電気鉄道に対し「東阿野停車場設置の陳情書」を提出。
- 1923年（昭和12年）4月1日 - 阿野駅として開業。
- 1944年（昭和19年）7月29日 - 駅構内で電車衝突事故[9]。
- 1953年（昭和28年） - 駅舎改築[10]、上下待避線新設[11]。
- 1956年（昭和31年）9月1日 - 豊明駅に改称。
- 1962年（昭和37年）度 - 貨物営業廃止[12]。
- 1981年（昭和56年） - 構内跨線橋を設置[13]。
- 1995年（平成7年）5月22日 - 橋上駅舎化、およびホーム増設工事に着手[1]。
- 1996年（平成8年）2月24日 - 橋上駅となり、ホームを8両編成対応に延伸[14]。自動改札機は当初設置されなかったが、後に設置された[要出典]。
- 1997年（平成9年）
  - 3月 - ホームが1面増設されて、3面6線となる[14]。
  - 8月 - 北口前の広場が開業。
- 1999年（平成11年） - 豊明検車区完成（後年、豊明検車支区に改称[15]）。12月の改正で当駅始発の急行豊橋行きが新設され、豊橋方面の急行停車駅への始発が繰り上がった。
- 2003年（平成15年）3月27日 - 当駅へ特別停車する急行が増加。
- 2004年（平成16年）
  - 8月 - 無人化[16]。
  - 9月15日 - トランパス導入[17]。
- 2005年（平成17年）1月29日 - ダイヤ改正で準急が復活し、準急停車駅となる[18]。
- 2011年（平成23年）2月11日 - ICカード乗車券「manaca」供用開始。
- 2012年（平成24年）2月29日 - 「トランパス」供用終了。

## 駅構造
島式3面6線の待避可能な橋上駅。日本の無人駅（路面電車の停留場を除く）ではホーム数が最も多い。2003年に前後駅の下り待避線が完成するまで、新安城駅 - 鳴海駅間の下り（名古屋・岐阜方面）では唯一の待避可能駅だった（上りは1988年から前後駅でも待避可能だが、急行が一部しか停車しなかったことなどから、当駅止まりの普通は一部を除いて前後駅で待避しなかった）。現在のダイヤでも多くの普通が優等列車を待避するために3 - 5分ほど停車し、中には3本連続で待避するために当駅で10分以上停車する列車もある。なお、当駅を出ると下りは前後駅（前後駅で待避しない場合は鳴海駅）、上りは新安城駅まで待避不可である。
名鉄の無人駅の発車標は簡易的なもの（日本語で「列車が来ます」「列車が通過します」の表示）が使われているが、当駅では主要駅と同じもの（日本語と英語で種別、行き先、発車時刻、両数を表示）が使われている。無人駅への設置は当駅が唯一の設置例だったが、近年は比較的大きな駅も無人化が進んでいるので、当駅以外での設置例も多くなった。
検車支区を有するのと乗務員の休憩を行っていたため、かつては終日駅員が配置されていたが、現在は駅集中管理システム（管理駅は神宮前駅）により終日無人駅になっている。
1・2番線は南にある豊明検車支区（旧・豊明検車区）へ繋がっており、名古屋方面折り返し列車と出入庫列車が入線する。1・2番線の駅名標の両隣の駅は「前後」のみ書かれており、反対側は空白である。また、1・2番線は3 - 6番線に比べて少し豊橋寄りにずれている。
当駅折り返し列車と回送列車があるため、3番線からつながる引き上げ線と1番線の脇に入れ替え用の側線が各1本ある（6番線の脇にも保守用の側線が1本ある）。一般用車両のほか、1200系や2000系なども時々名古屋方面から当駅まで回送されてくる。新造車両の試運転や団体列車の運行も当駅 - 伊奈駅間、当駅 - 金山駅間などで行われる。
当駅始発の上り（豊橋方面）列車（現行ダイヤでは始発の普通伊奈行きとその次の急行豊橋行き）は3番線から発車する。ただし車庫から3番線へは直接繋がっておらず、一度1・2番線を通り過ぎてから引き上げ線に入り、改めてスイッチバックして入線する。
かつて地上駅時代は島式2面4線の構造で、東側に駅舎があり、駅舎とホームは跨線橋で連絡し乗り場番号は1・2番線が名古屋方面、3・4番線が豊橋方面であったが（当時名古屋方に片渡り線があり当駅折り返し列車は4番線から発車していた）、1997年に南側へ島式1面（現在の1・2番線）が追加され、従来のホームは3 - 6番線に振り直された（この頃は豊明検車区がまだ出来ていなかったため1・2番線は使用されず、名古屋方面折り返し列車は6番線から発車していた。現在名古屋方の片渡り線は逆向きになっているため6番線から名古屋方面へは発車不可）。豊明検車区の開設と同時に1・2番線が使用開始され、現在のようになった。また上り本線路はかつてノーズ可動式クロッシングの分岐器が設置されていたが、現在は下り線と共に標準的な弾性ポイントとなっている。
駅の北側には大きなロータリーがある。各出入口から改札口へ向かう通路の窓にはステンドグラスがはめ込んである。改札外のエレベーターは両方の出入口にそれぞれ設置してある。

### のりば

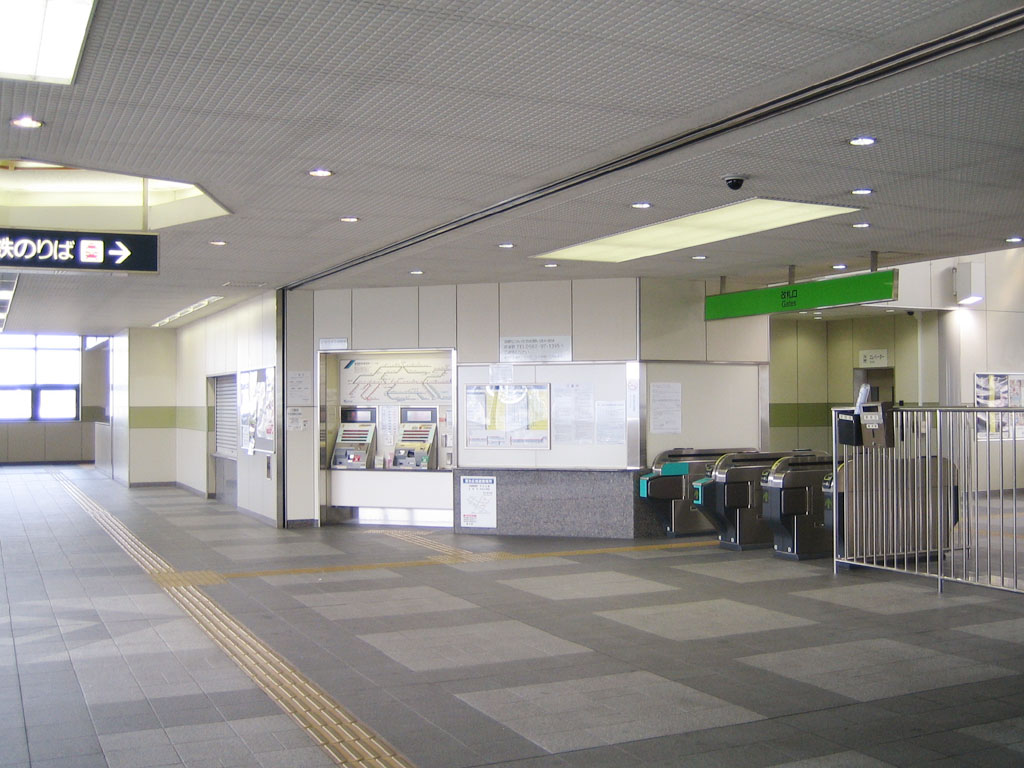
改札口
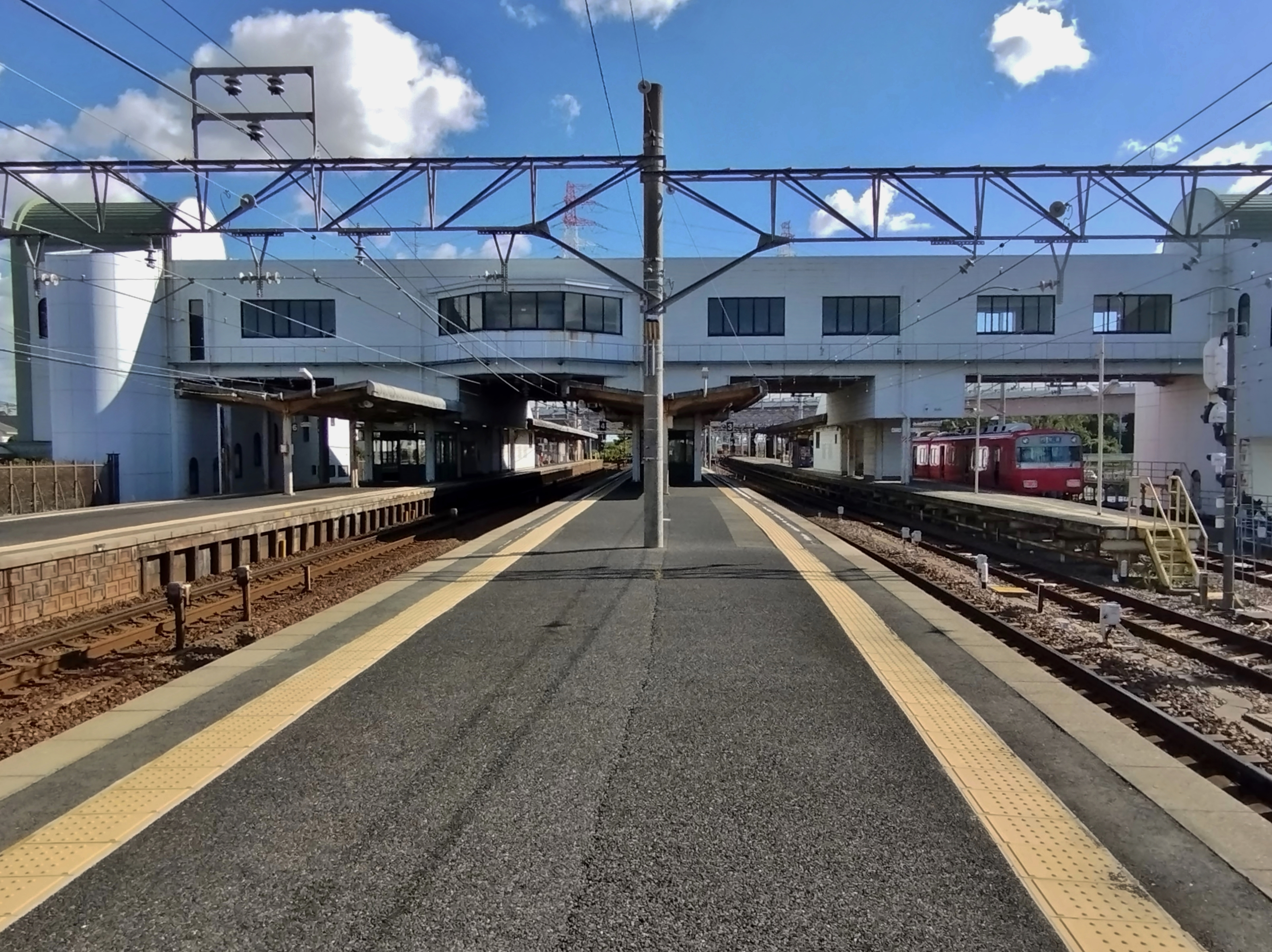
ホーム
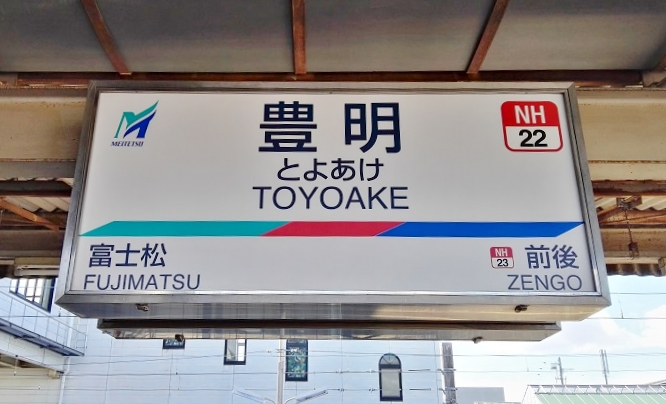
駅名標

| 番線 | 路線          | 方向 | 行先                 | 備考                      |
| ---- | ------------- | ---- | -------------------- | ------------------------- |
| 1    | NH 名古屋本線 | 下り | 金山・名鉄名古屋方面 | 当駅始発                  |
| 2    | NH 名古屋本線 | 下り | 金山・名鉄名古屋方面 | 当駅始発                  |
| 3    | NH 名古屋本線 | 下り | 金山・名鉄名古屋方面 | 待避線 当駅始発の上り列車 |
| 4    | NH 名古屋本線 | 下り | 金山・名鉄名古屋方面 | 本線                      |
| 5    | NH 名古屋本線 | 上り | 東岡崎・豊橋方面     | 本線                      |
| 6    | NH 名古屋本線 | 上り | 東岡崎・豊橋方面     | 待避線                    |

- 改札口
- ホーム
- 駅名標

### 配線図
| ← 豊橋方面 | 名古屋鉄道 豊明駅 構内配線略図 | → 名鉄岐阜方面 |
| 凡例 出典: |                                |                |

## 利用状況
- 『名鉄120年：近20年のあゆみ』によると2013年度当時の1日平均乗降人員は4,583人であり、この値は名鉄全駅（275駅）中91位、名古屋本線（60駅）中29位であった[23]。
- 『名古屋鉄道百年史』によると1992年度当時の1日平均乗降人員は3,957人であり、この値は岐阜市内線均一運賃区間内各駅（岐阜市内線・田神線・美濃町線徹明町駅 - 琴塚駅間）を除く名鉄全駅（342駅）中114位、 名古屋本線（61駅）中34位であった[24]。

『愛知県統計書』『愛知県統計年鑑』『とよあけの統計』各号等によると、一日平均乗車人員、降車人員および乗降人員の推移は以下の通りである。
| 年                 | 乗車 人員 | 降車 人員 | 乗降人員 | 乗降人員 | 備考                            |
| 年                 | 乗車 人員 | 降車 人員 | 総数     | 定期     | 備考                            |
| ------------------ | --------- | --------- | -------- | -------- | ------------------------------- |
| 1949（昭和24）年度 | *830      | *770      | *1600    | *1050    | 期間は1949年5月 - 1950年4月末   |
| 1950（昭和25）年度 | *715      | *644      | *1359    | *861     | 期間は1949年11月 - 1950年10月末 |
| 1951（昭和26）年度 | *921      | *910      | *1831    | *1261    | [ 27 ]                          |
| 1952（昭和27）年度 | 1006      | 968       | 1974     | *1372    | [ 28 ]                          |
| 1953（昭和28）年度 | 1152      | 1142      | 2294     | *1561    | [ 29 ]                          |
| 1954（昭和29）年度 | 1214      | 1216      | 2430     | *1622    | [ 30 ]                          |
| 1955（昭和30）年度 | 1295      | 1296      | 2591     | *1689    | [ 31 ]                          |
| 1956（昭和31）年度 | 1383      | 1386      | 2769     | *1783    | [ 32 ]                          |
| 1957（昭和32）年度 | 1545      | 1542      | 3087     | *2078    | [ 33 ]                          |
| 1958（昭和33）年度 |           |           |          |          |                                 |
| 1959（昭和34）年度 |           |           |          |          |                                 |
| 1960（昭和35）年度 |           |           |          |          |                                 |
| 1961（昭和36）年度 |           |           |          |          |                                 |
| 1962（昭和37）年度 |           |           |          |          |                                 |
| 1963（昭和38）年度 |           |           |          |          |                                 |
| 1964（昭和39）年度 |           |           |          |          |                                 |
| 1965（昭和40）年度 |           |           |          |          |                                 |
| 1966（昭和41）年度 |           |           |          |          |                                 |
| 1967（昭和42）年度 |           |           |          |          |                                 |
| 1968（昭和43）年度 |           |           | 5924     | 4481     | [ 34 ]                          |
| 1969（昭和44）年度 |           |           | 5791     | 4355     | [ 34 ]                          |
| 1970（昭和45）年度 |           |           | 5535     | 4116     | [ 34 ]                          |
| 1971（昭和46）年度 |           |           | 5130     | 3747     | [ 34 ]                          |
| 1972（昭和47）年度 |           |           | 4999     | 3624     | [ 34 ]                          |
| 1973（昭和48）年度 | 2394      | 2398      | 4792     | 3498     | [ 35 ]                          |
| 1974（昭和49）年度 | 2571      | 2568      | 5139     | 3674     | [ 35 ]                          |
| 1975（昭和50）年度 | 2557      | 2542      | 5099     | 3612     | [ 35 ]                          |
| 1976（昭和51）年度 | 2541      | 2543      | 5084     | 3579     | [ 36 ]                          |
| 1977（昭和52）年度 | 2607      | 2608      | 5215     | 3719     | [ 36 ]                          |
| 1978（昭和53）年度 | 2632      | 2639      | 5271     | 3663     | [ 36 ]                          |
| 1979（昭和54）年度 | 2649      | 2650      | 5299     | 3723     | [ 36 ]                          |
| 1980（昭和55）年度 | 2803      | 2800      | 5603     | 4002     | [ 36 ]                          |
| 1981（昭和56）年度 | 2785      | 2783      | 5568     | 4027     | [ 36 ]                          |
| 1982（昭和57）年度 | 2836      | 2836      | 5672     | 4081     | [ 37 ]                          |
| 1983（昭和58）年度 | 2756      | 2755      | 5511     | 3993     | [ 37 ]                          |
| 1984（昭和59）年度 | 2682      | 2675      | 5357     | 3875     | [ 37 ]                          |
| 1985（昭和60）年度 | 2612      | 2601      | 5213     | 3798     | [ 37 ]                          |
| 1986（昭和61）年度 | 2583      | 2574      | 5157     | 3747     | [ 37 ]                          |
| 1987（昭和62）年度 | 2536      | 2530      | 5066     | 3755     | [ 38 ]                          |
| 1988（昭和63）年度 | 2112      | 2107      | 4219     | 3174     | [ 38 ]                          |
| 1989（平成元）年度 | 1991      | 1985      | 3976     | 2988     | [ 38 ]                          |
| 1990（平成02）年度 | 1972      | 1966      | 3938     | 2994     | [ 38 ]                          |
| 1991（平成03）年度 | 1998      | 1993      | 3991     | 3002     | [ 38 ]                          |
| 1992（平成04）年度 | 1978      | 1979      | 3957     | 2994     | [ 39 ]                          |
| 1993（平成05）年度 | 1923      | 1917      | 3840     | 2881     | [ 39 ]                          |
| 1994（平成06）年度 | 1849      | 1846      | 3695     | 2764     | [ 39 ]                          |
| 1995（平成07）年度 | 1847      | 1847      | 3694     | 2736     | [ 39 ]                          |
| 1996（平成08）年度 | 1889      | 1883      | 3772     | 2685     | [ 39 ]                          |
| 1997（平成09）年度 | 1867      | 1865      | 3732     | 2654     | [ 40 ]                          |
| 1998（平成10）年度 | 1892      | 1894      | 3786     | 2667     | [ 40 ]                          |
| 1999（平成11）年度 | 1878      | 1881      | 3759     | 2621     | [ 40 ]                          |
| 2000（平成12）年度 | 1790      | 1791      | 3581     | 2499     | [ 40 ]                          |
| 2001（平成13）年度 | 1717      | 1717      | 3434     | 2396     | [ 41 ]                          |
| 2002（平成14）年度 | 1677      | 1679      | 3356     | 2338     | [ 41 ]                          |
| 2003（平成15）年度 | 1742      | 1748      | 3490     | 2435     | [ 41 ]                          |
| 2004（平成16）年度 | 1779      | 1787      | 3566     | 2481     | [ 42 ]                          |
| 2005（平成17）年度 | 1808      | 1814      | 3622     | 2476     | [ 42 ]                          |
| 2006（平成18）年度 | 1843      | 1851      | 3694     | 2526     | [ 42 ]                          |
| 2007（平成19）年度 | 1889      | 1896      | 3785     | 2553     | [ 42 ]                          |
| 2008（平成20）年度 | 1937      | 1946      | 3883     | 2604     | [ 42 ]                          |
| 2009（平成21）年度 | 1926      | 1946      | 3872     | 2601     | [ 43 ]                          |
| 2010（平成22）年度 | 2023      | 2039      | 4062     | 2790     | [ 44 ]                          |
| 2011（平成23）年度 | 2050      | 2072      | 4122     | 2876     | [ 44 ]                          |
| 2012（平成24）年度 | 2173      | 2200      | 4373     | 3058     | [ 44 ]                          |
| 2013（平成25）年度 | 2284      | 2299      | 4583     | 3178     | [ 44 ]                          |
| 2014（平成26）年度 | 2302      | 2323      | 4625     | 3217     | [ 44 ]                          |
| 2015（平成27）年度 | 2419      | 2460      | 4879     | 3403     | [ 2 ]                           |
| 2016（平成28）年度 | 2493      | 2507      | 5000     | 3528     | [ 2 ]                           |
| 2017（平成29）年度 | 2600      | 2607      | 5207     | 3701     | [ 2 ]                           |
| 2018（平成30）年度 | 2618      | 2627      | 5245     | 3734     | [ 2 ]                           |
| 2019（令和元）年度 | 2570      | 2574      | 5144     | 3699     | [ 2 ]                           |
| 2020（令和02）年度 |           |           | 4088     |          | [ 45 ]                          |
| 2021（令和03）年度 |           |           | 4368     |          | [ 3 ]                           |

* 千人単位からの概算値
1950年代に阿野駅から豊明駅に改称された頃は豊明村（当時）の表玄関口として前後駅と利用者数がほとんど変わらなかったが1970年代以降豊明団地や藤田医科大学病院などの整備で前後駅に大きく差をつけられるようになっている。以後は主に2003年に急行の特別停車が増加して以降、利用者は少しずつ増加しているが、豊明市の南東の外れにあり前後駅より交通の便が悪い、伊勢湾岸自動車道・国道23号の豊明ICに近いことからマイカーの利用にシフトしている、当駅より東側は三河地区になり高等学校全日制普通科の学区が変わる（ただし豊明市・大府市には調整特例があるため、刈谷市・知立市の高校は通学可）などの理由から、それほど利用者は多くない。ただし隣の前後駅では折り返しができず、当駅には車庫が隣接しているために名古屋方面へは当駅折り返し列車がほぼ終日設定されている。

## ダイヤ

2011年3月26日改正

2008年12月27日のダイヤ改正以降、日中当駅に特別停車する急行列車は西尾線・津島線系統（吉良吉田～佐屋・弥富）で、普通列車との緩急接続を行っている。平日朝はこの限りではない。
2005年1月29日のダイヤ改正より設定されている毎時2本の準急列車が当駅折返しとなったため、それまで当駅で折返していた普通列車が東岡崎駅まで延長された。その後、2011年3月26日のダイヤ改正では車両交換と入庫をかねて東岡崎発当駅止まりの設定が増加した一方、平日昼間の当駅折返しの準急の運行が取りやめとなり、平日昼間の停車本数は上下共に毎時6本になっている。2021年5月22日のダイヤ改正では平日の停車本数に変化はないが、土休日の当駅折返しの準急が大幅に削減され、下りの10時台～20時台の停車本数が毎時6本となった。特に10時台～18時台は当駅始発の列車が運転されていない。
2023年3月18日のダイヤ改正では平日・土休日とも昼間に当駅折り返しの準急が毎時2本復活し、下りの停車本数が毎時8本に増加している（土休日は国府駅 - 名鉄一宮駅の急行を区間短縮、準急に格下げして設定）。また、平日21時台以降の一部普通列車が区間短縮されて当駅折り返しとなった。

### ダイヤの変遷
2003年3月27日まで
- 上り：普通毎時2本
- 下り：普通毎時4本（うち2本は当駅始発）

2000年3月21日改正

当時はまだ急行の特別停車がダイヤパターンになく、当駅始発など数本に限られていた。普通の運行系統は、現在と同じく東岡崎駅～犬山線の岩倉駅、または犬山駅間で、犬山駅発着の2本が当駅折返しだった。また、2000年3月21日の改正以前は普通東岡崎ゆきは現在のような前後駅での特急、急行の待避、緩急接続ではなく当駅で特急と急行を連続待避していた。
2003年3月27日改正
上下共に、普通毎時4本、急行毎時2本
普通は前後駅で特急、急行の待避、緩急接続が基本となり、当駅折返しだった犬山駅発着の普通2本が東岡崎駅まで延長となった。特別停車していた急行は上りが豊川稲荷ゆき、下りが豊橋発新岐阜ゆきで、当駅で特急を待避し、前後駅で普通と接続していた。また、昼間には当駅折り返しの急行弥富行きも毎時1本設定された。
2005年1月29日改正
- 上り：普通毎時4本、準急毎時2本、急行毎時2本
- 下り：普通毎時4本

この改正で準急停車駅となり、昼間以降に毎時2本の準急が上りのみ設定された（知立駅からの折返しは、前後駅まで回送し、前後駅始発で運行）。下りの豊橋発岐阜ゆき急行は通過となり、特別停車は上りのみとなった。これにより、上り・豊橋方面は毎時8本、下り・岐阜方面は毎時4本と、2002年度以前とは本数が逆転している。

2006年4月29日改正
- 上り：普通毎時4本、急行毎時2本、準急毎時2本（平日夕方のみ）
- 下り：普通毎時6本（うち2本は当駅始発）

※ 普通のうち、弥富駅発着の上下2本は前後駅以西は準急。
犬山発着の普通毎時2本が豊明折り返しとなり、代わりに毎時2本の弥富～知立間の準急が東岡崎まで延長、前後～東岡崎間は普通列車として運転するようになった。なお、平日夕方は準急が種別変更せず知立ゆきとなり、普通豊明ゆきが東岡崎まで延長となっていたため、上りのみ改正前と同じ毎時8本になっていた（準急知立ゆきは、折返し当駅まで回送され、当駅始発の普通犬山ゆきとなる）。土・休日夜間は、当駅以東へ向かう普通は毎時2本の弥富駅～東岡崎駅間の準急（前後駅～東岡崎駅間普通）のみで、名古屋方面からの普通は全て当駅折返しとなっていた。
2007年6月30日改正
- 上り：普通毎時4本、急行毎時2本、準急毎時2本（平日夕方のみ）
- 下り：普通毎時6本（うち2本は当駅始発）、急行毎時2本（朝夕時は快速急行）

※ 普通のうち、弥富駅発着の上下2本は前後駅以西は準急。
下りの豊橋発岐阜ゆき急行（朝夕は快速急行）が再び特別停車するようになった。これにより毎時2本の普通岩倉ゆきが当駅で待避して急行と緩急接続するようになったが、接続列車以外にも快速急行、快速特急各1本を当駅で通過待ちするため、10分近く停車するようになった。

## 駅周辺
駅北側は住宅地である。南側は豊明花き地方卸売市場があるほかはほぼ水田である。市役所や商業施設などからは離れている。駅前にはコンビニ1軒と居酒屋1軒、和菓子屋などがある。国道1号（および並行する旧東海道）を東へ500mほど進むと境川の橋があり、それを越えると刈谷市である。

### 主な施設
- 国道1号
- 国道23号（名四国道、知立バイパス）
- 豊明インターチェンジ - 伊勢湾岸自動車道
- 愛知豊明花き地方卸売市場 - 国内最大規模の花卉市場
- 名古屋鉄道・犬山検査場豊明検車支区
- 敷島製パン刈谷工場
- 中京車体工業
- 阿野墓園

### 路線バス
豊明市公共施設巡回バス「ひまわりバス」
名鉄バスが受託運行。中央循環コース（赤ルート、青ルート）が1日8本通っており、駅北口ロータリー内に「豊明駅」バス停がある。2001年まではこの場所から豊明市役所を経由して前後駅へ向かう名鉄バスの直営路線が存在した（名鉄バスの停留所名は豊明）。刈谷市との境界に近いが、刈谷市へ向かう路線は存在したことがない。
豊明市役所 → 豊明駅→ 文化会館・豊明市役所・藤田医科大学病院・前後駅方面

## 隣の駅
名古屋鉄道
NH 名古屋本線
□快速特急・■特急・■急行
通過
■急行（上下とも おおむね毎時2本ずつ特別停車）・■準急
知立駅（NH19） - 豊明駅（NH22） - 前後駅（NH23）
■普通
富士松駅（NH21） - 豊明駅（NH22） - 前後駅（NH23）